# Шкурган Андрій Семенович
Андрі́й Семе́нович Шкурган (нар. 27 листопада 1961, м. Самбір Львівської області) — український оперний співак (баритон), заслужений артист України (1998), лауреат Шевченківської премії (2000).

## Біографія
Народився у м. Самбір на Львівщині 27 листопада 1961 року, виріс у Чернівцях на Буковині, де працювали його батьки.
Андрій вчився на факультеті прикладної математики Чернівецького державного університету від 1978 до 1983 р.
Свою творчу кар'єру почав у 16 років — співав у вокально-інструментальному ансамблі, навчаючись в Чернівецькому університеті.
У 1989 році закінчив Львівську консерваторію (сьогодні Львівську Музичну Академію) у класах видатних викладачів:
народного артиста України, професора Ігора Кушплера (1949—2012) — солоспів,
заслуженої артистки України, професор Зінаїди Максименко (1939—2000) — камерний спів,
заслуженого діяча мистецтв України, професора Олександра Грицака (1933—2001) — оперний спів,
народного артиста СРСР Олександра Гая (1914—1996) — акторське мистецтво.
Під час навчання в консерваторії у 1988 р. Андрій здобуває переконливі перемоги у конкурсі імені Соломії Крушельницької у рамках першого фестивалю оперного мистецтва у Львові та на Всеукраїнському конкурсі вокалістів ім. М. Лисенка.
З 1990 р. вдосконалював майстерність співу у свого батька Семена Шкургана (професора Краківської музичної академії). 1995 р. — у відомого датського професора Андре Орловітца.
Працював у ансамблі пісні й танцю «Верховина» у Дрогобичі, потім став солістом ансамблю пісні й танцю «Галичина» у Львові.
Згодом він викладав вокал у Чернівецькому музичному училищі та став солістом Чернівецької обласної філармонії (1991).
Після перемоги на конкурсі ім. Ади Сарі (Польща) А. Шкургана запросили працювати до Великого театру м. Лодзі, співав в оперних театрах Вроцлава і Битома[джерело?]. Працював за контрактом в оперних театрах Європи та США.
Від 1995 року Шкурган — провідний соліст Національної опери Польщі у Варшаві.
Екстерном закінчив філологічний факультет Варшавського університету. 
Працює також перекладачем. Переклав на українську мову сценарій фільму «Нелегке братерство», брав участь у створенні кінофільму «Вогнем і мечем» (дублював українських героїв, котрих грали польські актори).
Виступав у Ризі, Копенгагені (Датська королівська опера), США (Мічиган-опера).
Виступав в окремих виставах Національної опери України (Київ), з сольними концертами в Чернівцях та інших містах України.

## ТворчістьОперні партії
- король Роджер («Король Роджер» К.Шимановського, США, 1992),
- Амонасро («Аїда» Дж. Верді, Польща, Німеччина, 1993),
- Ренато («Бал-маскарад» Дж. Верді, Польща, 1993),
- Жорж Жермон («Травіата» Дж. Верді, Львів. 1998—1999; Голландія, 1992; Польща, 1992, 1994—1995; Росія, 1997),
- Граф ді Луна («Трубадур» Дж. Верді, Польща, 1994—1995),
- Родріго ді Поза («Дон Карлос» Дж. Верді, Польща, 1995),
- Набукко («Набукко» Дж. Верді, Польща. Німеччина, 1994, 1999; Німеччина, Люксембург, Бельгія, Польща, 1995),
- Карл V («Ернані» Дж. Верді, Польща, 1995),
- Ріголетго («Ріголетто» Дж. Верді, Польща. 1995, 1996; Латвія, 1997),
- Форд («Фальстаф» Дж. Верді, Данія, Королівська опера, 1996),
- Онєгін («Євгеній Онегін» П. Чайковського, Львів, 1989),
- Мазепа («Мазепа» П. Чайковського, Польща, 1996; Національна опера України, Київ, 1997),
- Валентин («Фауст» Ш.Гуно, Польща, 1993—1994);
- Ескамільо («Кармен» Ж. Бізе, Польща, Франція, Мартиніка, 1991; Німеччина, 1993; Польща, 1995—1996; Латвія, 1997; Голландія, 1998, Польща, 1999),
- Князь Ігор («Князь Ігор» О. Бородіна, Польща, 1994),
- Афрон («Золотий півник» М. Римського-Корсакова, Польща, 1993),
- Фігаро («Севільський цирульник» Дж. Россіні, Польща, Німеччина 1992),
- Шарплес («Мадам Баттерфляй» Дж. Пуччіні, Польща, 1999),
- Зурга ("Ловці перлів" Ж. Бізе),
- Еціо («Аттіла» Дж. Верді),
- Гульєльмо («Так чинять всі» В.-А. Моцарта),
- Скарпіа («Тоска» Дж. Пуччіні),
- Роберт, Ебн-Хакіа («Іоланта» П. Чайковського),
- Януш («Галька» С. Монюшка, Польща, 1999),
- Мечнік («Зачарований замок» С. Монюшка),
- Станіслав («Вербум мобіле» С. Монюшка),
- Філіп ("Якобін" А. Дворжака)

Арії з опер, кантат, ораторій
- речитатив Ксеркса, Дордануса («Ксеркс», «Амадіс» Г. Генделя),
- арія Еола з кантати № 205 («Умиротворений Еол» Й.-С Баха),
- арієтта, речитатив та арія Сімома з ораторії «Пори року» Й. Гайдна),
- арія з пасторальної кантати Г. Перселла «Німора і пастух»,
- арія з кантати Дж. Каріссімі «Вікторія»,
- серенада і арія Дон Жуана («Дон Жуан» В.-А.Моцарта), пісня Петера з опери «Ганс і Грета» Е. Хумпердінга,
- арія Палі Роча («Циган-прем'єр» І.Кальмана),
- каватина Султана («Запорожець за Дунаєм» С. Гулака-Артемовського),
- арія Остапа («Тарас Бульба» М. Лисенка),
- пісні Миколи і Виборного («Наталка Полтавка» М.Лисенка),
- дві арії Мартина («Милана» Г.Майбороди),
- балада Гната («Назар Стодоля» К. Данькевича),
- аріозо Мізгіря, Веденецького гостя («Снігуронька» М. Римського-Корсакова),
- арія Королевича («Кощій Безсмертний» М. Римського-Корсакова),
- епіталама Віндекса, романс і арія Демона («Нерон», «Демон» А. Рубінштейна),
- балада Томського («Пікова дама» П. Чайковського) та ін.

Романси і пісні
- цикли «Зимовий шлях», «Серенада», «На Рейні» Ф. Шуберта,
- «Виказана таємниця», «У сяйві теплих травневих днів», «Я не серджусь» Р. Шумана,
- цикл «Бідний Петер» Р. Шумана,
- «Серце поета» Е. Гріга,
- «Розмова», «Дві зорі», «Козак», «Чари» С. Монюшка,
- «Вояк», «Дві смерті» Ф.Шопена,
- «Думка», «Огні горять» С. Воробкевича,
- «Тост до Русі» М. Вербицького,
- «Рідний краю» В. Матюка,
- пісні та романси С. Рахманінова, С. Танєєва, І. Карабиця, О.Білаша, Г. Гаврилець, Л. Дичко, П. Майбороди, Д. Клебанова, Ю. Ржавської, Б. Фільц, Б. Янівського,
- понад 300 українських народних пісень в обробках різних композиторів.

Композиції на слова Шевченка
У репертуарі Шкургана 52 композиції на слова Т.Шевченка:
- «На городі коло броду»,
- «Садок вишневий коло хати»,
- «Ой чого ти почорніло»,
- «Минають дні»,
- «Огні горять»,
- «Не женися на багатій»,
- «Реве та стогне Дніпр широкий»,
- «Ой крикнули сірі гуси»,
- «У тієї Катерини»,
- «Ой я свого чоловіка»,
- «Доля»,
- «Понад полем іде» («Косар»),
- «Учітеся, брати мої»,
- «Чого мені тяжко»,
- «Єсть на світі доля»,
- «Гомоніла Україна»,
- «Мені однаково»,
- «Свято в Чигирині»,
- «Гетьмани, гетьмани»,
- «Ой Дніпре мій, Дніпре» (спів Яреми із поеми «Гайдамаки»),
- «Тече вода з-під явора» (дует),
- «Б'ють пороги» — кантата (всі три сольні партії —  тенора, баритона і баса); М. Лисенка,
- «Заповіт» К. Стеценка,
- «Утоптала стежечку», «Три шляхи», «Зоре моя вечірняя», «Зацвіла в долині» Якова Степового,
- «Така її доля» В. Заремби,
- «У гаю, гаю» (спів Яреми із поеми «Гайдамаки») Д. Сочинського,
- «Огні горять» О. Карпатського (вільна обробка із С.Воробксвича),
- «Зоре моя вечірняя» В. Уманця,
- «Реве та стогне Дніпр широкий» В. Косенка,
- «За байраком байрак» С.Людкевича,
- «Давно те минуло» (уривок із поеми «Гайдамаки»),
- «Сонце заходить» А.Кос-Анатольського,
- «Наш отаман Гамалія» (балада Гната із опери «Назар Стодоля») К.Данькевича,
- «Думи мої» М. Вериківського,
- «Та забіліли сніги» П. Майбороди,
- «Неначе степом чумаки» Д. Клебанова,
- «Од села до села» Ю. Мейтуса,
- «Летить галка через балку» М. Васильченка,
- «Ой чого ти, тополенько, не цвітеш», «По діброві вітер виє», «Защебетав соловейко», «Не щебече соловейко», «Така її доля», «Плавай, плавай, лебедонько» Г. Верьовки, обробки Л. Ржецької, Я. Сичова, К. Скорохода.

## Нагороди та візнаки
Лауреат конкурсів
- ім. С. Крушельницької в рамках 1-го фестивалю оперного мистецтва ім. С. Крушельницької (Львів, 2-га премія, 1988),
- всеукраїнського конкурсу ім. М.Лисенка (Київ, 3-тя премія, 1988),
- 4-го конкурсу вокалістів імені А. Сарі. (Польща, 1-ша премія; три спец, премії, 1991),
- перемога на конкурсі співаків на роль Короля Роджера у Мічиган-опера та Грейт Баффоло-опера компані (США), контракт на цю роль на 1992 р.,
- 37-го Міжнародного конкурсу у Тулузі (Франція, Гран-прі, 1991), Кубок президента Франції (1991),
- відібраний із 1500 співаків США, Канади, Південної Америки, Європи і допущений до участі у півфіналі конкурсу ім. Лучано Паваротгі,
- учасник заключного концерту Європейського півфіналу (Модена, Італія, 1991), 1-го Міжнародного конкурсу вокалістів ім. С.Монюшка (Польща, 2-га премія, 1992),
- 5-го конкурсу оперних співаків ім. А. Дідура (Польща, 1-ша премія і 4 спеціальні призи, медаль Всепольського Товариства артистів-музикантів, 1994),
- 3-го Міжнародного вокального конкурсу ім. Міріам Хелін (Гельсінкі, Фінляндія, 4-та премія, 1994),
- Міжнародного конкурсу італійської оперної арії (І. Честеллі) у Берліні (3-тя премія, 1996),
- Міжнародного конкурсу європейських співаків ім. Лаурітца Мельхіора у Копенгагені під заступництвом королеви Данії Маргрете II (1-ша премія, 1996),
- 24-го міжнародного конкурсу «Вердіївські голоси» (Буссето, Італія, 3-тя премія, титул «Вердіївський голос», 1996),
- 15-го міжнародного конкурсу оперних співаків «Бельведер» (Відень, Австрія, 3-тя премія, 1996).

Шевченківська премія
Національна премія імені Тараса Шевченка 2000 р. за концертні програми 1995—1999 рр.:
- «Вокальні твори М. Лисенка на вірші Т. Шевченка»,
- «Україна музична: вчора і сьогодні» (твори українських композиторів та українські народні пісні),
- «Андрій Шкурган — «Вердіївський голос» (сцени та арії з класичних опер),
- «Вокальні твори слов'янських композиторів» (С.Монюшка, Ф.Шопена, А. Дворжака, П. Чайковського та ін.).

## Родина
Він є сином співака, заслуженого артиста УРСР Семена Шкургана та відомої вчительки заслуженого працівника культури України, відмінника освіти України Тамари Шкурган